# LWF model V
Le LWF modèle V  est un biplan américain de reconnaissance et d'entraînement à deux places construit pendant la Première Guerre mondiale et utilisé pendant une courte période par la suite. Une variante spécialement construite pour tester le moteur d'avion Liberty L-12, le modèle F, a été le premier avion à voler propulsé par ce moteur largement utilisé.
Il est fabriqué par la Lowe, Willard & Fowler Engineering Company.

## Design et développement

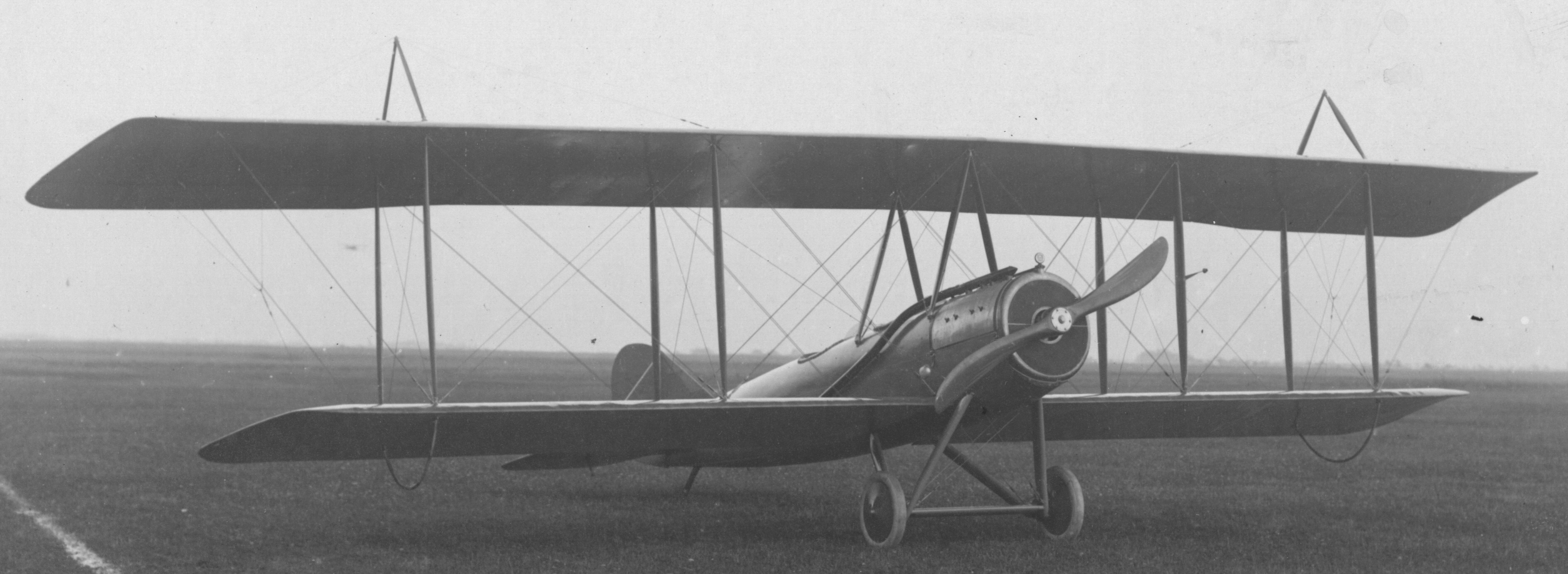
Modèle LWF V tel qu'initialement construit, avec des poteaux soutenant les ailes extérieures, qui ont ensuite été remplacés par des entretoises fixées à l'aile inférieure

La caractéristique la plus notable du modèle V était son fuselage monocoque en bois, composé de trois couches de bandes de bois collées avec des couches de soie entre elles. Une couche était dirigée vers l'avant et vers l'arrière, tandis que les deux autres étaient perpendiculaires l'une à l'autre, fonctionnant en spirale en tire-bouchon autour du fuselage.
Les ailes biplan à deux baies avaient des ailerons sur l'aile supérieure uniquement, et l'envergure de l'aile supérieure était supérieure à celle de l'aile inférieure, avec la longueur supplémentaire renforcée à l'aide de poteaux et de fils au-dessus de l'aile supérieure sur les premiers exemplaires, et des entretoises supplémentaires inclinées vers l'extérieur, fixées à l'aile inférieure sur les exemplaires ultérieurs. Tous, sauf les premiers exemplaires à moteur Thomas et le modèle F, avaient également les ailes balayées vers l'arrière.
Le moteur était monté derrière un radiateur frontal ovale de type voiture et enfermé dans des panneaux métalliques qui rationalisaient le fuselage avant, bien que les versions ultérieures se soient débarrassées de certains des panneaux de carénage.
Le train de roulement et l'empennage étaient conventionnels pour l'époque, avec des vés avant et arrière reliés latéralement à l'essieu et à une barre d'écartement.

## Historique opérationnel
Une variante modifiée du V, le F, a été le premier avion à voler avec le nouveau moteur Liberty L-12 qui sera largement utilisé dans la dernière partie de la Première Guerre mondiale. Le modèle F à son tour a conduit au « Reconnaissance », une variante de production prévue du F, qui à son tour a évolué vers le modèle LWF model G, bien qu'aucun de ceux-ci ne verra une production à grande échelle.

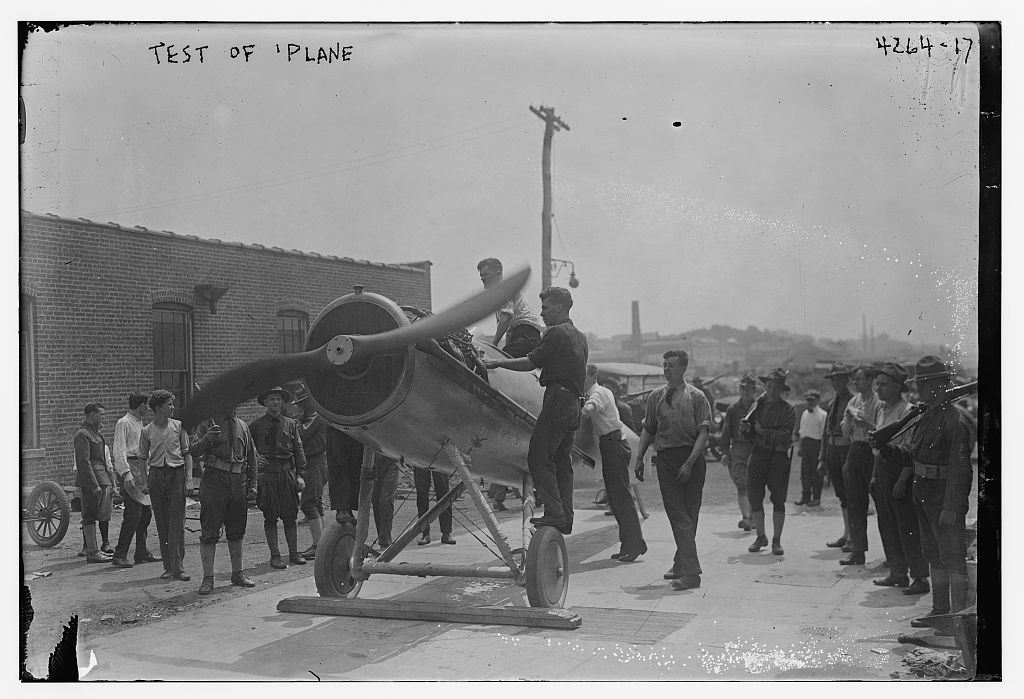
Entraînement sur L.W.F. Model V Tractor (1915)

Le modèle V fut principalement relégué à l'entraînement car ses performances n'étaient pas compétitives par rapport aux avions de reconnaissance militaires français et britanniques disponibles. En conséquence, un grand nombre étaient disponibles lorsque les légions tchèques soutenant le contingent des russes blancs (tsariste) cherchaient des avions militaires, mais à ce moment-là, ils étaient en très mauvais état, et seul un petit nombre des 28 qui ont été expédiés étaient même pilotables, et même ceux-ci se sont avérés peu utiles, mais le désespoir a forcé les Tchèques à les utiliser pour la reconnaissance. Le seul exemple survivant était de ce contingent.
Après la guerre, LWF a tenté d'intéresser le United States Postal Service pour des avions postaux, mais le seul exemplaire ne semble jamais avoir transporté le courrier, et aucune commande n'a été reçue.
Un petit nombre était équipé de flotteurs, un exemple étant utilisé par la Michigan State Militia jusqu'à ce qu'il soit renversé lors d'une tempête. Il ne semble pas avoir été réparé par la suite.

## Variantes

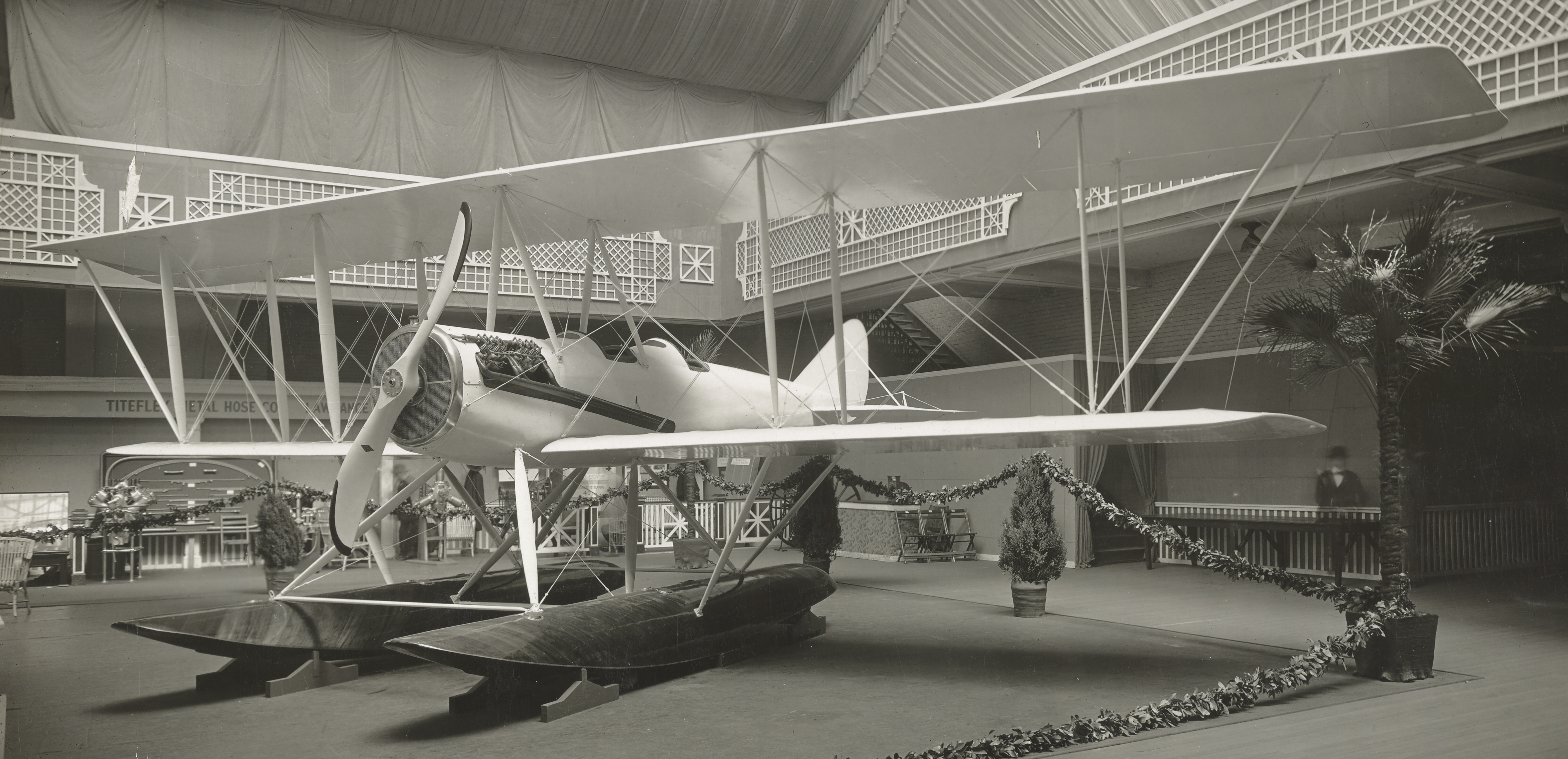
LWF VH-1 Mouette

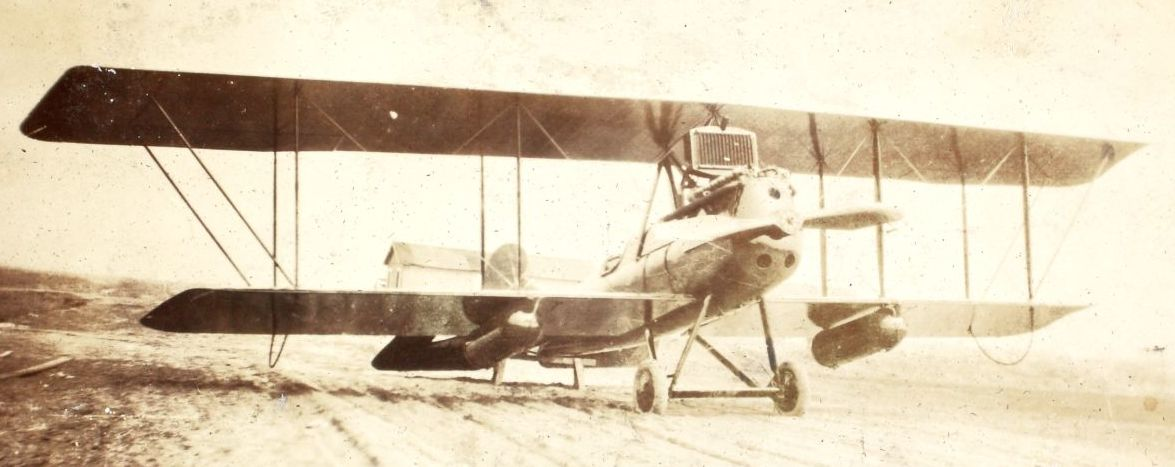
Modèle LWF V modifié en avion postal

infos de www.aerofiles.com (2008)
V
moteur de 135 hp (101 kW) Thomas
V-1
moteur de 140 hp (100 kW) Sturtevant
VH-1 Seagull
version hydravion
V-2
moteur de 165 hp (123 kW) Hall-Scott
V-3
moteur d e200 hp (150 kW) Sturtevant
F
variante de la version V-2 variant construite à un seul exemplaire pour tester le moteur Liberty L-12 de 400 hp (300 kW).
F-7 Reconnaissance
variante de production du modèle F, seulement construite à un ou deux exemplaires.
Mailplane
version largement modifiée pour le United States Postal Service, un exemplaire construit.

## Opérateurs
Czechoslovakia

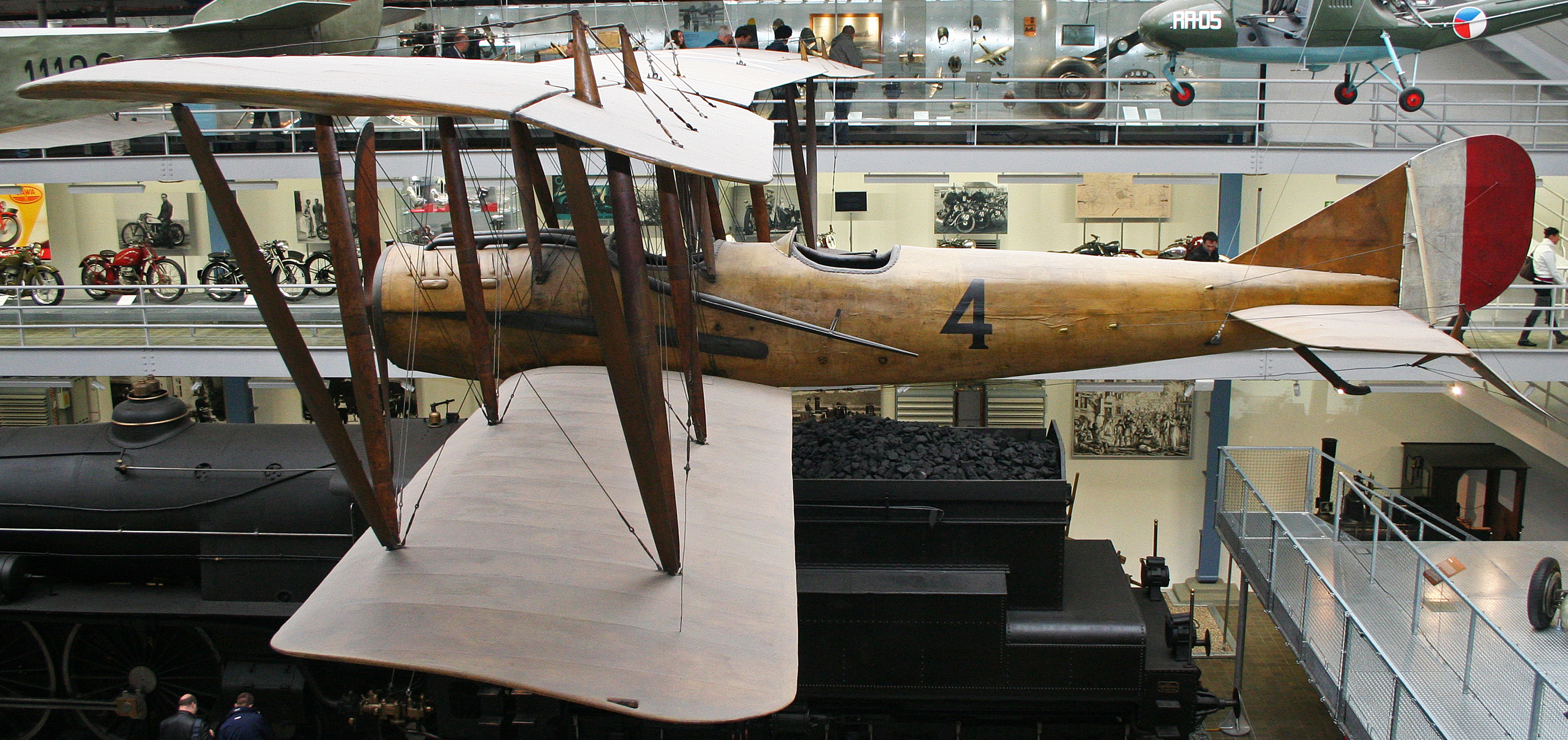
Un survivant du modèle V de la LWF exposé à Prague

- Force aérienne tchécoslovaque - a acheté 28 exemplaires d'occasion bien usés à l'USAAS.

 Union soviétique
- Glavvozduhflot - a capturé un petit nombre d'exemples des Tchécoslovaques en retraite

 États-Unis
- United States Army Air Service - acheté 135 exemplaires
- United States Post Office - testé un exemple
- Michigan State Militia - a exploité un VH-1 jusqu'à ce qu'il soit endommagé par une tempête

## Survivants et avions exposés
Le seul exemple survivant d'un modèle LWF V est composé de pièces de plusieurs exemples survivants qui avaient été utilisés par les légions tchèques, et est exposé au Národní technické muzeum à Prague, où il est suspendu au plafond, marqué numéro 4.

## Spécifications (modèle V-1)
- Équipage : deux
- Longueur : 27 pieds (8,23 m)
- Envergure aile haute : 46,5 pieds (14,17 m)
- Corde aile haute : 80 pouces (2,03 m)
- Envergure aile basse : 38,66 pieds (11,78 m)
- Corde aile basse : 80 pouces (2,03 m)
- Hauteur : 11,33 pieds (3,45 m)

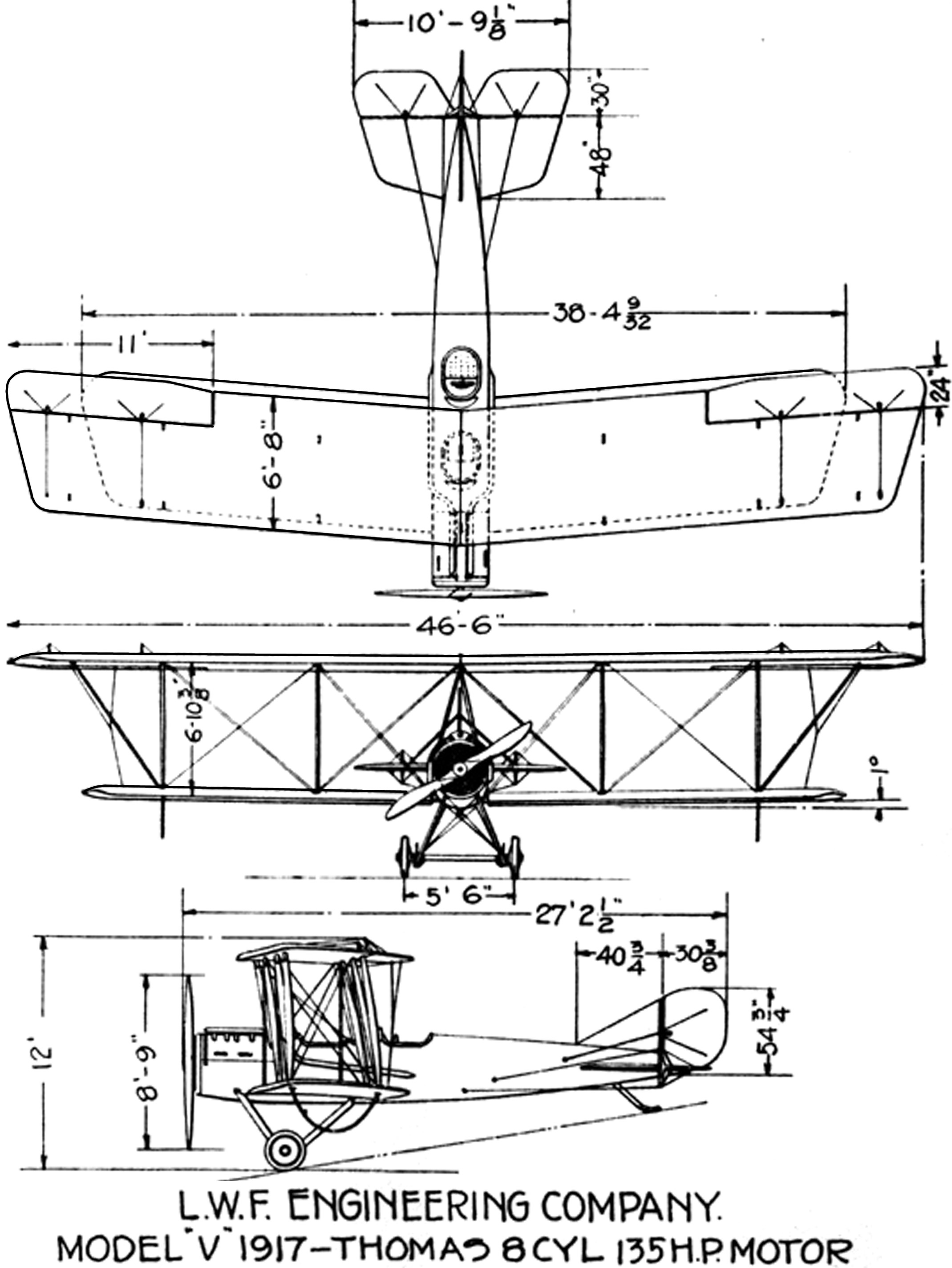
Dessin à 3 vues LWF modèle V

- Surface alaire : 490 sq ft (46 m2)
- Profil d'aile: L.W.F No. 1
- Masse à vide : 2 134 livres (968 kg)
- Masse maximale : 3 129 livres (1 419 kg)
- Emport carburant : 81 US gal (310 l; 67 imp gal)
- Emport huile : 8 US gal (30 l; 6.7 imp gal)
- Train d’atterrissage principal : 5,5 pieds (1,68 m)
- Motorisation : 1 × Sturtevant model 5 liquid cooled V-8, 140 chevaux impériaux (104 kW)

Performances
- Vitesse maximale : 95 mph (153 km/h, 83 kn)
- Vitesse de croisière: 81 mph (130 km/h, 70 kn)
- vitesse minimale de contrôle: 42 mph (68 km/h, 36 kn)
- Autonomie: 4 heures
- Plafond légal: 15 000 pieds (4 572 m)
- Temps de montée: 10 minutes pour atteindre 3 800 pieds (1 158 m)